# Чёрное (озеро, Оренбургская область)
Чёрное — озеро в Курманаевском районе Оренбургской области России.
Чёрное озеро находится в пойме реки Бузулук. Расположено в 3 км к востоку от села Курманаевка на высоте 77,8 м над уровнем моря. Вытянуто с севера на юг. Южный берег заболочен, северная часть ограничена земляной плотиной. Площадь озера составляет 0,5 км².